# جوشوا ميخائيل ستيرن
جوشوا ميخائيل ستيرن (بالإنجليزية: Joshua Michael Stern)‏ هو كاتب سيناريو ومخرج أمريكي، ولد في 12 يناير 1961.

## وصلات خارجية
- جوشوا ميخائيل ستيرن على موقع IMDb (الإنجليزية)
- جوشوا ميخائيل ستيرن على موقع ألو سيني (الفرنسية)
- جوشوا ميخائيل ستيرن على موقع أول موفي (الإنجليزية)
- جوشوا ميخائيل ستيرن على موقع بوكس أوفيس موجو (الإنجليزية)
- جوشوا ميخائيل ستيرن على موقع قاعدة بيانات الأفلام السويدية (السويدية)
- جوشوا ميخائيل ستيرن على موقع قاعدة بيانات الفيلم (الإنجليزية)
- جوشوا ميخائيل ستيرن على موقع كينوبويسك (الروسية)